# 10494 Jenniferwest
10494 Jenniferwest è un asteroide della fascia principale. Scoperto nel 1986, presenta un'orbita caratterizzata da un semiasse maggiore pari a 2,3904124 au e da un'eccentricità di 0,2244975, inclinata di 3,42066° rispetto all'eclittica.